# 신안공
신안공 왕전(新安公 王佺, ? ~ 1261년 음력 1월 19일)은 고려 후기의 왕족으로 현종의 넷째 아들인 평양공 왕기의 8세손이며, 강종의 외손자이다.

## 생애
신안공 왕전은 현종의 9세손으로, 인종의 셋째 딸인 창락궁주의 손자 하원공(河源公) 왕춘(王瑃)의 아들로 태어났다. 어머니는 신종의 딸인 효회공주(孝懷公主) 혹은 강종의 딸인 수령궁주(壽寧宮主)이다. 하원공이 효회공주와 사별한 뒤 수령궁주와 재혼하였기 때문이다. 기록이 명확하지 않아 어머니는 누구인지 알 수 없다.
희종의 넷째 딸인 가순궁주와 혼인했으며 딸은 원종의 제2비인 경창궁주이다.
고종의 명을 받고 1239년과 1245년에 몽고에 사신으로 다녀왔다. 같은 시기에 몽고에 입조한 영녕공 왕준과, 삼별초의 난 때 왕으로 추대되었다가 피살되는 승화후 왕온은 신안공 왕전의 사촌 형제이다.
1261년(원종 2년), 1월 19일 사망하였다.

## 가족 관계
- 아버지 : 하원공 왕춘(河源公 王瑃)
- 어머니 : 수령궁주
  - 부인 : 가순궁주(嘉順宮主)
    - 딸 : 경창궁주 유씨(慶昌宮主 柳氏)

## 신안공이 등장한 작품
- 《무신》(MBC, 2012년, 배우:문회원)